# Alsasua
Alsasua (em castelhano) ou Altsasu (em basco) é um município da Espanha, na província e comunidade autónoma de Navarra. Tem 26,8 km² de área e em 2021 tinha 7 441 habitantes (densidade: 278,5 hab./km²).

## Demografia
| Variação demográfica do município entre 1991 e 2004 | Variação demográfica do município entre 1991 e 2004 | Variação demográfica do município entre 1991 e 2004 | Variação demográfica do município entre 1991 e 2004 |
| --------------------------------------------------- | --------------------------------------------------- | --------------------------------------------------- | --------------------------------------------------- |
| 1991                                                | 1996                                                | 2001                                                | 2004                                                |
| 6925                                                | 7004                                                | 7162                                                | 7377                                                |